# Jean Allemane
Jean Allemane (ur. 25 sierpnia 1843 w Sauveterre, zm. 6 czerwca 1935 w Herblay) – francuski polityk i działacz socjalistyczny.
Uczestniczył w Komunie Paryskiej (1871), założył grupę zwaną allemanistami, którzy strajk powszechny uznawali za najskuteczniejszą metodę walki klasowej. Aresztowany, w 1872 został skazany na przymusową pracę, a następnie deportowany do kolonii karnej Nowej Kaledonii. Ułaskawiony w 1880 wrócił do Francji.